# Mẫu tin tài nguyên DNS
Mẫu tin tài nguyên DNS (resource record) là đơn vị thông tin cơ bản trong hệ thống tên miền (DNS) có trong một tệp vùng ASCII được dùng để quản lý một miền.

## Cấu trúc
Khi gửi qua mạng Internet Protocol, tất cả các mẫu tin đều sử dụng định dạng chung, với một cấu trúc cố định 6 trường, được chỉ định trong RFC 1035:
| Trường                       | Mô tả                                     | Chiều dài (octets)         |
| ---------------------------- | ----------------------------------------- | -------------------------- |
| NAME (Tên)                   | Tên của node                              | thay đổi                   |
| TYPE (Kiểu)                  | Loại của RR bằng số (v.d., 15 cho MX RRs) | 2                          |
| CLASS (Lớp)                  | Mã lớp                                    | 2                          |
| TTL                          | Số giây mà RR có hiệu lực                 | 4                          |
| RDLENGTH (Chiều dài giá trị) | Chiều dài trường giá trị                  | 2                          |
| RDATA (Giá trị)              | Dữ liệu thêm về RR                        | thay đổi tùy theo RDLENGTH |

NAME, một địa chỉ tên miền đầy đủ (FQDN) để xác định một máy tính.
TYPE, kiểu mẫu ten, chẳng hạn mẩu tin địa chỉ (A RR): mẩu tin cho biết địa chỉ IP tương ứng của một tên miền, có dạng như "example IN A 172.16.48.1"
"TTL" chỉ ra mẫu tin tài nguyên này sẽ hợp lệ trong bao lâu. Trường này được sử dụng bởi những server đang trữ tạm các mẫu tin của server khác; khi trường TTL hết hạn, các mẫu tin chứa trường TTL hết hạn đó sẽ bị các server xóa khỏi cache của mình.
RDATA 'là dữ liệu có liên quan đến kiểu cụ thể, chẳng hạn như địa chỉ IP cho mẫu tin địa chỉ, hoặc ưu tiên và tên máy chủ cho mẫu tin MX.
CLASS, Lớp được sử dụng nhằm cho phép thêm vào những thực thể mạng không do NIC quản lý. Ngày nay, lớp được sử dụng rộng rãi nhất là loại được Internet sử dụng như tên máy, địa chỉ IP; nó được ký hiệu là IN. Thêm vào đó, cũng có các lớp như Chaos (CH) và Hesiod (HS).

## Các loại mẫu tin tài nguyên
Các trường Tên và Giá trị là những gì chúng ta muốn có, ngoài tra trường Kiểu chỉ ra cách thức mà Giá trị được thông dịch.

### Mẫu tin A
Trường Kiểu A chỉ ra rằng Giá trị là một địa chỉ IP.
Ví dụ như mẫu tin:(ns.utehy.edu.vn, 203.162.41.166, A, IN) chỉ ra rằng địa chỉ IP của host có tên ns.utehy.edu.vn là 203.162.41.166.

### Mẫu tin NS
Trường Giá trị NS chỉ ra tên miền của máy tính đang chạy dịch vụ tên, và dịch vụ đó có khả năng thông dịch các tên trong một miền cụ thể.
Ví dụ mẫu tin:(ctu.edu.vn, ns.ctu.edu.vn, NS, IN) chỉ ra rằng server tên của miền ctu.edu.vn có tên là ns.ctu.edu.vn.

### Mẫu tin CNAME
CNAME: Trường Giá trị chỉ ra một cái tên thêm vào (alias) của một host nào đó. Kiểu này được dùng để đặt thêm bí danh cho các host trong miền.

### Mẫu tin  MX
MX: Trường Giá trị chỉ ra tên miền của host đang chạy chương trình mail server mà server đó có khả năng tiếp nhận những thông điệp thuộc một miền cụ thể.
Ví dụ mẫu tin (ctu.edu.vn, mail.ctu.edu.vn, MX, IN) chỉ ra rằng host. có tên mail.ctu.edu.vn là mail server của miền ctu.edu.vn.